# Good Morning Starshine
Good Morning Starshine — четвёртый студийный альбом группы Strawberry Alarm Clock, издан в 1969 году.

## Об альбоме
После провала альбома The World in a Seashell из группы ушли Джордж Баннелл и Ренди Сеол. Из-за этого Кингу пришлось взять в руки бас-гитару, на ударных по очереди побывали Марти Катон и Джин Ганнелз, а фронтменом стал Джимми Питман. Альбом сильно отличается от предыдущих, все песни на нём были написаны и спеты Питманом, материал стал тяжелым и блюзовым. Сингл «Good Morning Starshine» вышел в апреле 1969 года и достиг 87 позиции. Сам альбом продавался хуже всех предыдущих, однако стал первой продюсерской работой группы.

## Список композиций
Сторона A
1. «Me & the Township» (Питман/Фриман/Кинг/Вейц/Ганнелз) — 3:24
2. «Off Ramp Road Tramp» (Питман/Фриман/Кинг/Вейц/Ганнелз) — 4:17
3. «Small Package» (Питман/Фриман/Кинг/Вейц/Ганнелз) — 3:56
4. «Hog Child» (Питман/Фриман/Кинг/Вейц/Ганнелз) — 5:01
5. «Miss Attraction» (Питман/Фриман/Кинг/Вейц/Ганнелз) — 4:51

Сторона B
1. «Good Morning Starshine» (МакДермот/Рагни/Радо) — 2:22
2. «Miss Attraction» (сингл-версия) (Питман/Фриман/Кинг/Вейц/Ганнелз) — 2:42
3. «Write Your Name in Gold» (Питман) — 3:38
4. «(You Put Me On) Stand By» (Питман/Фриман/Кинг/Вейц/Ганнелз) — 2:23
5. «Dear Joy» (Питман) — 3:20
6. «Changes» (Питман/Фриман/Кинг/Вейц/Ганнелз) — 5:23

## Участники записи
- Джимми Питман — гитара, вокал;
- Ли Фриман — гитара, вокал на «Off Ramp Road Tramp»;
- Эд Кинг — бас-гитара;
- Марк Вейц — клавишные;
- Джин Ганнелз — ударные.